# بنکنشتاین
بنکنشتاین (به آلمانی: Benneckenstein) یک منطقهٔ مسکونی در آلمان است که در اوبرهارز آم بروکن واقع شده‌است. بنکنشتاین ۲٬۱۵۹ نفر جمعیت دارد.